# Nowoczesna
Moderna partiet (polska: Nowoczesna, .N) är ett polskt parti grundat i maj 2015 av ekonomen Ryszard Petru. Ideologiskt är partiet ett centerparti som tillsammans med Medborgarplattformen utgör en liberal opposition mot nationalkonservativa regeringspartiet Lag och rättvisa. Partiets kärnfrågor är ett förenklat skattesystem, avskaffandet av statlig finansiering av politiska partier, samt nedskuren byråkrati. Partiet valdes in i sejmen för första gången i och med parlamentsvalet 2015.
Nowoczesna är fullvädig medlem i Alliansen liberaler och demokrater för Europa sedan den 4 juni 2016.